# Torneo di Pasqua 1941
Il Torneo di Pasqua 1941 è stata la 19ª edizione dell'omonima competizione di hockey su pista. Il torneo, organizzato dal Montreux Hockey Club, ha avuto inizio il 12 aprile e si è concluso il 13 aprile 1941.
Il trofeo è stato conquistato dal Montreux per la 5ª volta nella sua storia.

## Squadre partecipanti
- Montreux
- Lione

## Risultati
| Montreux 12 aprile 1941 | Montreux | 3 – 2 | Lione |  |

| Montreux 13 aprile 1941 | Montreux | 6 – 1 | Lione |  |

## Campioni
| Vincitore Torneo di Pasqua 1941 |
| ------------------------------- |
| Montreux 5º titolo              |